# Mireia Canals i Botines
Mireia Canals i Botines (Barcelona, 1969) és una filòloga, escriptora i política catalana, diputada al Parlament de Catalunya en la IX i X legislatures. Secretària general de l'Euroregió Pirineus Mediterrània des del novembre de 2014 fins al febrer de 2017. Actualment, és professora i recercadora a la UVic.

## Biografia
És llicenciada en filologia anglesa per la Universitat de Barcelona i doctora en comunicació per la Universitat Ramon Llull. És professora d'anglès a la Universitat de Vic i membre del grup d'investigació GETLIHC.
Militant de Convergència Democràtica de Catalunya, membre del consell local de Solsona i comarcal de Solsonès. Fou escollida diputada a les eleccions al Parlament de Catalunya de 2010 i 2012. Ha estat portaveu del grup parlamentària de CiU en la Comissió d'Acció Exterior i de la Unió Europea, portaveu d'universitats i recerca i membre del Consell Assessor del Parlament sobre Ciència i Tecnologia (CAPCIT). L'any 2014 es va presentar de número 3 a les eleccions al Parlament Europeu de 2014, tot i que finalment no resultà escollida.Va ser secretària general a l'Euroregió Pirineus Mediterrània i actualment exerceix novament de professora a la Facultat d'Educació i ha reprès la recerca en cinema, gènere i literatura.

## Obres
- Barcelona: Salvatella Editorial, 2008: -       El conte de vestir-me sol -       El conte de menjar-m’ho tot -       El conte d'endreçar les joguines (2a edició 2010) ·      En català, traduïts al castellà i al gallec Barcelona: Salvatella Editorial, 2009: -       El conte de parlar sense cridar -       El conte de saber esperar -       El conte dels dibuixos desperts ·      En català, i traduïts al castellà Barcelona: Ediciones del Serbal, 2009: -       Projecte Gulliver 1. Educació per a la Ciutadania i els drets humans (escriptura del relat de ficció de tot el llibre) ·      En català, i traduït al castellà i al gallec Solsona: Associació Festes de Carnaval de Solsona, 2010: -       El Carnaval de Solsona. L'aventura del Mocós. Barcelona: Salvatella Editorial, 2010: -       El conte dels tres lleons -       El conte de saber escoltar -       El conte d'aprendre a compartir -       El conte d'ajudar els altres -       Quan arriba la senyora tardor -       Quan arriba el senyor hivern -       Quan arriba la senyora primavera -       Quan arriba el senyor estiu ·      En català, i traduïts al castellà Solsona: Associació Festes de Carnaval de Solsona, 2011: -       El Carnaval de Solsona. L'aventura de la pipa d'en Pep.  El Prat de Llobregat: Ajuntament del Prat de Llobregat, 2011: -       A New School for Peter ·      En anglès Barcelona: Salvatella Editorial, 2011: -       L'amiga invisible -       La cua de drac -       Les estrelles de colors -       Els sacs de sorra -       La superheroïna supersònica -       El núvol gris ·      En català, castellà, anglès i francès El Prat de Llobregat: Ajuntament del Prat de Llobregat, 2012: -       A New Playground for Peter ·      En anglès Barcelona: Salvatella Editorial, 2014: -       Aprendre a dir que no -       Pensar les coses -       Quan estic tranquil ·      En català, i traduïts al castellà, a l'anglès i al francès Barcelona: Salvatella Editorial, 2017: -       La visita al museu -       Sort que et tinc a tu -       L'excursió en bici ·      En català, i traduïts al castellà